# تل عار شرقية
تل عار شرقية قرية سوريّة تتبع إداريّاً لمحافظة حلب منطقة أعزاز ناحية أخترين، بلغ تعداد سكانها 525 نسمة حسب التعداد السكاني لعام 2004.